# Pouvoir modérateur
Le pouvoir modérateur est un des pouvoirs de l'État. 
Il a été défini par Jacques-Henri Bernardin de Saint-Pierre, dans le cadre de la monarchie, comme le pouvoir permettant de maintenir l'équilibre entre les trois ordres définis dans la société d'Ancien Régime qui, sans ce pouvoir, légifèreraient sans cesse l'un contre l'autre. Il incombe aussi à ce pouvoir de réunir les forces de ces pouvoirs pour dépasser leurs oppositions. Pour Bernardin de Saint-Pierre, « C'est le pouvoir modérateur qui constitue le monarque ».
L'idée est déjà populaire après la période du Directoire, et justifie la création d'une seconde chambre, dotée implicitement de ce pouvoir. Elle refait surface à la Restauration sous diverses formes (pouvoirs régulateur, modérateur, préservateur…), et le plus souvent attribuée au Roi. La variante la plus connue est évidemment celle dite du pouvoir neutre, présentée par Benjamin Constant. Dans ses Principes de politique, il définit le pouvoir modérateur comme le pouvoir particulier du roi, chargé de faire régner l'harmonie entre les trois pouvoirs (législatif, exécutif et judiciaire). Le pouvoir modérateur est ainsi, par construction, au-dessus des trois autres pouvoirs.
Au Brésil, l'application des idées développées sous la Restauration, en particulier par Lanjuinais, a conduit à la « mise sous tutelle impériale des Trois pouvoirs » par décret de Pierre Ier du Brésil du 25 mars 1824. Il s'agit de la première consécration constitutionnelle du pouvoir modérateur, suivie par d'autres, en particulier la Charte constitutionnelle portugaise de 1826. Ce pouvoir fut défini dans la Constitution brésilienne de 1824. Il s'agissait ainsi d'un pouvoir personnel de l'Empereur, qui lui donnait entre autres le droit de nommer et démettre les ministres, nommer les sénateurs, dissoudre la chambre. Il utilise son pouvoir modérateur pour affermir l’État et renforcer l’exécutif face au législatif, en faisant alterner gouvernements libéraux et conservateurs. 